# شركة بابكوك ويلكوكس
شركة بابكوك ویلکوکس (بالإنجليزية: The Babcock & Wilcox Company (B&W))‏ هي شركة مقرها في الولايات المتحدة تقوم بأعمال التصميم والهندسة والتصنيع والإنشاء وخدمات إدارة المرافق لمنتجي الطاقة النووية والمتجددة والأحفورية، من القطاعين العام والخاص في جميع أنحاء العالم. توفر غلايا شركة بابكوك ویلکوکس أكثر من 300.000 ميجاواط من القدرة المركبة في أكثر من 90 بلد حول العالم. دُمر أحد مفاعلات الشركة جراء انصهار نووي في حادث جزيرة ثري مايل. أثناء الحرب العالمية الثانية، كان أكثر من نصف أسطول البحرية الأمريكية يدار بغلايات شركة بابكوك ویلکوکس.
يقع المقر الرئيسي للشركة في شارلوت، كارولينا الشمالية. ولدى شركة بابكوك ویلکوکس شركات محاصة كبرى مشتركة في بكين بالصين وپونى بالهند.
يعمل لدى شركة بابكوك ویلکوکس حوالي 12.700 شخص، بالإضافة إلى 10.400 موظف في شركات المحاصة.
تأسست الشركة عام 1867 بواسطة ستفن ويلكوكس وجورج بابكوك تحت اسم بابكوك أند ويلكوكس وشركاه لتصنيع وتسويق غلايات أنابيب المياه التي حصل ويلكوكس على براءة اختراعها. تتضمن براءات اختراع الشركة أول غلاية خدمات مركبة (1881)؛ تصنيع غلايات لتشغيل أول مترو أنفاق بمدينة نيويورك (1902)؛ أول محطة تعمل بالفحم المسحوق (1918)؛ تصميم وتصنيع مكونات يوإس‌إس نوتيلوس؛ أول غواصة تعمل بالطاقة النووية في العالم (1953-55)؛ أول غلاية تعمل بالفحم المضغوط supercritical (1957)؛ تصميم وتوريد مفاعلات لأول سفينة أمريكية الصنع تعمل بالطاقة النووية، إن‌إس سافانا (1961).

## تاريخ الشركة

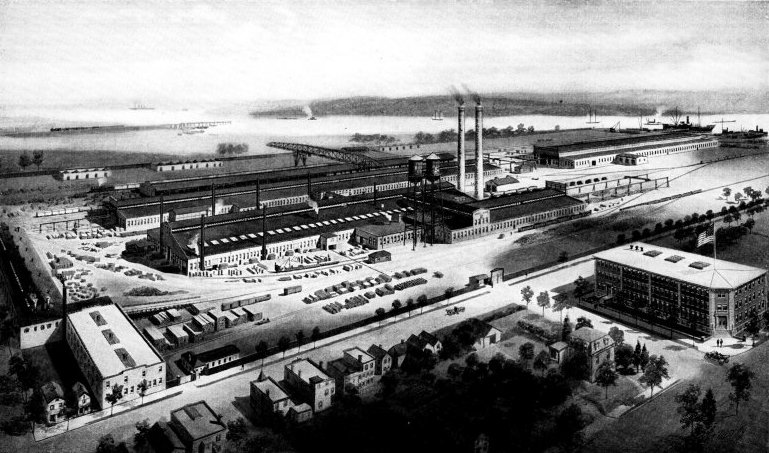
أشغال بابكوك ویلکوکس وشركاه، 1919

عام 1867، أصدرت بروفدنس، رود آيلاند براءة اختراع للمواطنين ستيفن ويلكوكس وشريكه جورج هيرمان بابكوك باسم غلاية بابكوك أند ويلكوكس الغير متفجرة، التي كانت تستخدم الأنابيب المملوءة بالمياه وغليان منزوعة النواة لتوليد البخار بأمان أكثر من الغلايات التي تستخدم النار أو أنابيب النار. نجحت الغلايات بأمان في توليد بخار عالي الضغط وكانت أكثر كفاءة (كطاقة لتحويل البخار) من التصميمات الموجودة.
- عام 1891، تأسست بابكوك ویلکوکس المحدودجة كشركة منفصلة في المملكة المتحدة، لتكون مسئولة عن جميع المبيعات خارج الولايات المتحدة وكوبا.[7]
- عام 1898، وقعت روبرت جوركنا وألويس سيدل اتفاقية مع بابكوك أند ويلكوكس المحدودة البريطانية لتأسيس مكتب مبيعات لبابكوك في برلين، ألمانيا ضمن بابكوك الألمانية للشركة البريطانية؛ مصنع في اوبرهاوزن بمنطقة الرور لصنع الغلايات المصممة من قبل المهندسين الأمريكان.[8]
- عام 1902 أصبح أول مترو أنفاق بمدينة نيويورك يدار بغلايات بابكوك أند ولكوكس.[9]
- أثناء عامي 1907 و1909 كان الأسطول الأبيض العظيم بقيادة تيودور روزفلت يعمل بغلايات بابكوك أند ولكوكس.
- عام 1929 ركبت بابكوك أند ولكوكس أول مفاعل بالحجم التجاري باستخدام السلفتة الهيدروجينية للمغنسيوم في كويبك، كندا.[10]
- ما بين 1941 و1945 صممت بابكوك أند ولكوكس ووردت 4.100 غلاية بحرية للسفن المقاتلة والتجارية، 95% منها للأسطول الأمريكي في خليج طوكيو عند استسلام اليابان.
- عام 1942، طورت الشركة الفرن الحلزوني.
- بين 1943 و1945 وفرت بابكوك أند ولكوكس المكونات، المواد الخام والمعالجة والتطوير لمشروع منهاتن.[6]
- بين عام 1953 و1955 قامت بابكوك أند ولكوكس بتصميم وتصنيع مكونات الغواصة الأمريكية يوإس‌إس نوتيلوس (إس‌إس‌إن-571)، أول غواصة نووية في العالم.
- عام 1961 قامت بابكوك ویلکوکس بتصميم وتوريد مفعالات لأول سفينة نووية تجارية في العالم، إن‌إس سافانا.
- عام 1962 قامت الشركة بتصميم وتجهيز نظم المفاعلات لأول مفاعل تجاري، مركز انديان بوينت للطاقة، باستخدام HEU 233.
- عام 1975 قامت الشركة بتصميم وبناء مكونات مفاعلات الاستنسال السريعة بالمعدن السائل.
- عام 1975 انتهت اتفاقيات الأعمال طويلة المدى مع بابكوك أند ولكوكس المحدودة البريطانية. وفي النهاية أعيد تسمية الشركة البريطانية باسم مجموعة بابكوك إنترناشنول.
- عام 1978 قامت بابكوك أند ولكوكس بتصميم وبناء المفاعل النووي الذي كان جزءاً من حادث جزيرة ثرث مايل.
- عام 1999 حازت بابكوك أند ولكوكس على عقد لتطوير خلايا وقود والإصلاح البخاري للبحرية الأمريكية.
- في 22 فبراير 2000، تقدمت الشركة بطلب إفلاس بموجب الفصل 11 نتيجة لآلاف الشكاوى الخاصة بالإصابات الشخصية نتيجة التعرض المطول للأسبستوس وألياف الأسبستوس. تضمنت الشكاوى الإصابة بداء الأسبستوس، سرطان الرئة، ورم الظهارة المتوسطة البروتيني والجنبي. كشرط للخروج من الإفلاس، أسست بابكوك ویلکوکس صندوق أمانة لتعويض الضحايا، ولكن مقابل مبالغ أقل بكثير من التسويات المدفوعة في دعاوى الإصابات الشخصية الفردية.[11]
- بعد خروجها من الإفلاس عام 2006، قامت بابكوك أند ولكوكس وبي دبليو إكس تكنولوجيز، وكلاهما فرعين لشركة مك‌درموت إنترناشونال، بالاندماج في 26 نوفمبر 2007 لتكوين شركتي بابكوك وويلكوكس، برئاسة جون فيس. وتغير الشعار القديم للشركة.
- في 10 يونيو 2009، أعلنت بابكوك ویلکوکس عن بابكوك أند ويلكوكس للطاقة النووية.[12] في اليوم نفسه، أعلنت الأخيرة عن خططها لتصميم وتطوير مفاعل B&W mPower، مفاعل نووي معدل قابل للتطوير. وهو مفاعل مياه باردة متقدم آمن سلبياً بقدرة 125 ميجاواط، (ALWR) (مفاعل الجيل الثالث) مع هيكل محتوى تحت الأرض.[13] تم تصنيع المفاعل في مصنع، وشُحن بالسكك الحديدية، ثم دُفن تحت الأرض.[14][15]
- في 12 مايو 2010، أعلنت بابكوك أند ولكوكس وفروعها عن انفصالهم عن الشركة الأم، مك‌درموت أنترناشونال.[16]
- في 2 أغسطس 2010، بدأت بابكوك ویلکوکس تداولها في بورصة نيويورك تحت رمز تداول BWC.[17]

## وصلات خارجية
- Babcock & Wilcox company website
- Steam, Its Generation and Use by Babcock & Wilcox company Project Gutenberg Literary Archive Foundation